# Quang Minh, Hiệp Hòa
Quang Minh là một xã thuộc huyện Hiệp Hòa, tỉnh Bắc Giang, Việt Nam.

## Địa lý
Xã Quang Minh có vị trí địa lý:
- Phía đông giáp xã Hùng Sơn
- Phía tây giáp xã Đại Thành
- Phía nam giáp xã Hợp Thịnh
- Phía bắc giáp tỉnh Thái Nguyên ngăn cách bởi Sông Cầu.

Xã Quang Minh có diện tích 5,07 km², dân số năm 2023 là 5.882 người, mật độ dân số đạt 1.160 người/km².

## Hành chính
Xã Quang Minh được chia thành 3 thôn: Hữu Định, Phú Cốc, Hương Thịnh.

## Kinh tế
Nông nghiệp là nguồn sống chính của người dân nơi đây, trình độ canh tác còn lạc hậu, ít áp dụng máy móc, thiết bị hiện đại.
Đây là một trong những xã còn giữ được nét thanh bình của làng quê Bắc Bộ xưa kia. Mặc dù đời sống người dân đã ngày càng được cải thiện, nhưng mức sống còn thấp.